# Les Talens Lyriques
Les Talens Lyriques ist ein französisches Barockensemble, gegründet 1991 von Christophe Rousset. Der Name des Ensembles entspricht dem Untertitel von Rameaus Les fêtes d'Hébé.

## Wirken

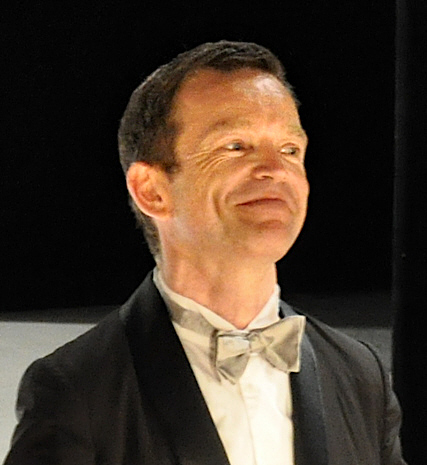
Christophe Rousset, 2012

Das Instrumental- und Vokalensemble wurde vom Cembalisten und Dirigenten Christophe Rousset gegründet und widmet sich vorrangig der Musik des 18. Jahrhunderts. Das Repertoire reicht allerdings vom Frühbarock bis zur Romantik, es beinhaltet italienische Madrigale, französische Airs de Cour, venezianische und neapolitanische Opere serie, französische Opéras comiques und Tragédies lyriques. Das Ensemble spielt auf Originalinstrumenten und ist einerseits von der Opernleidenschaft seines Gründers geprägt, andererseits von Entdeckerfreude und Qualitätsanspruch. Bereits drei Jahre nach seiner Gründung hatte sich das Ensemble derart etabliert, dass es 1994 mit dem Soundtrack zum Film Farinelli beauftragt wurde.
Seither gastiert das Ensemble an bedeutenden Opernhäusern, Konzerthäusern und Festspielen – wie der Opéra National de Paris, dem Theater an der Wien und den Salzburger Festspielen, der Opéra national du Rhin in Strasbourg, der Opéra national de Bordeaux und der Opéra royal de Versailles, der Carnegie Hall in New York, dem Concertgebouw Amsterdam, der Wigmore Hall und dem Barbican Centre in London, der Philharmonie Essen, dem Musikverein Graz und der Salle Pleyel in Paris, sowie beim Festival d’Aix-en-Provence.
Eine kontinuierliche Zusammenarbeit verbindet das Ensemble mit dem Theater an der Wien: 2009 übernahmen Les Talens Lyriques den Orchesterpart bei der Pierre-Audi-Inszenierung der Partenope am Theater an der Wien. 2012 und 2013 spielte das Orchester konzertant zwei selten aufgeführte Salieri-Opern: La Calisto und Les Danaïdes. Es dirigierte stets Rousset. Im April 2014 folgte Händels Messias in einer szenischen Fassung von Claus Guth.
Seit 2007 führt das Ensemble eine Reihe von Jugendprojekten an Pariser Schulen durch, wobei innovative und experimentelle Ansätze in der Vermittlung einerseits der Musik, andererseits der Instrumentenkunde überwiegen. Das Ensemble wird vom französischen Kulturministerium, der Stadt Paris, der Annenberg Foundation und einem eigenen Förderkreis von Sponsoren unterstützt.
2011 spielte das Ensemble den Orchesterpart in einer für das Fernsehen produzierte Version von Médée, Regie führte Stephan Metge, es sangen unter anderem Nadja Michael, Christianne Stotijn und Gaëlle Arquez.

## Aufzeichnungen

### Opern
- Luigi Cherubini, Médée, 2012 – DVD BelAir Classiques
- Antoine Dauvergne, Hercule Mourant, 2012 – Aparté
- Henry Desmarest, Vénus & Adonis, 2007 – Ambroisie-Naïve
- Manuel Garcia, Il Califfo di bagdad, 2007 – Archiv Produktion
- Christoph Willibald Gluck, Philémon & Baucis, 2006 – Naïve-Ambroisie-Astrée
- Georg Friedrich Händel
  - Riccardo Primo, Re d’Inghilterra, 1996 – Decca
  - Scipione, 1993 / 2010 – Aparté
  - Serse, 2005 – TDK
- Niccolò Jommelli, Armida abbandonata, 2005 – Ambroisie
- Jean-Baptiste Lully
  - Bellérophon, 2011 – Aparté
  - Persée, 2001 – Astrée / Naïve
  - Phaëton, 2013 – Aparté
  - Roland, 2004 – Ambroisie
- Jean-Joseph Cassanéa de Mondonville, Les fêtes de Paphos, 1997 – Decca
- Claudio Monteverdi, L’incoronazione di Poppea, 2005 – DVD BBC / Opus Arte
- Wolfgang Amadeus Mozart, Mitridate, re di Ponto, 1999 – Decca
- Jean-Philippe Rameau
  - Castor et Pollux, 2008 – DVD Opus Arte
  - Zoroastre, 2007 – DVD Opus Arte
  - Les Indes galantes, 2014[2]
- Antonio Sacchini: Renaud, 2013 – Palazzetto Bru Zane
- Antonio Salieri:
  - La grotta di Trofonio, 2005 – CD/DVD Ambroisie
  - Les Danaïdes, 2014 – Palazzetto Bru Zane
- Vicente Martín y Soler
  - La capricciosa corretta, 2004 – Naive Astrée
  - Il tutore burlato, 2007 – L’Oiseau-Lyre
- Tommaso Traetta: Antigona, 2000 – Decca

- Lully, Rameau, Gluck, Desmarest, Les grandes eaux musicales de Versailles, 2008 – CD Ambroisie

### Vokalwerke
- Henry Du Mont, Motets en dialogue, 1992 – Virgin
- Pascal Collasse, Cantiques spirituels de Jean Racine, 1993 – Fnac Music
- François Couperin, Motets, 1993 – Fnac Music
- Daniel Daniélis, Motets, 1993 – Koch Schwann
- Händel, Riccardo Broschi, Porpora, Johann Adolph Hasse, Pergolesi, Farinelli, Il castrato, 1994 – Naïve-Auvidis
- Daniel Daniélis, Motets d’Uppsala, 1997 – Cyprès
- Mozart, Haydn, Soler, Domenico Cimarosa, Salieri, Gazzaniga, Sarti/Roberto Scaltriti, Amadeus & Vienna, 1998 – Decca
- Giovanni Battista Pergolesi, Stabat Mater – Salve Regina, 1999 – Decca
- François Couperin, Leçons de ténèbres, Motets, Magnificat, 2000 – Decca
- Leonardo Leo, Miserere – Musique sacrée, 2002 – Decca
- José de Nebra, Antonio Rodríguez de Hita, Vicente Martín y Soler/Maria Bayo, Arias de Zarzuela barroca, 2003 – Naïve

mit Sandrine Piau:
- Georg Friedrich Händel: Opera seria, 2004 – Naïve
- Wolfgang Amadeus Mozart, Airs sacrés, 2006 – DVD Armide classics

mit Joyce DiDonato:
- Händel-Arien: Furore, 2008 – Virgin Classics

mit Véronique Gens:
- De Lully à Gluck, Tragédiennes 1, 2006 – Virgin Classics
- De Gluck à Berlioz, Tragédiennes 2, 2009 – Virgin Classics
- Méhul, Rodolphe Kreutzer, Salieri, Gluck, Gossec, Meyerbeer, Auguste Mermet, Berlioz, Saint-Saëns, Massenet, Verdi, Tragédiennes 3, 2011 – Virgin Classics

### Instrumentalmusik
- Jean-Marie Leclair, Ouvertures et sonates en trio, 1993 – Fnac Music
- Lully, Campra, Marin Marais, André Cardinal Destouches, Jacques Cordier, Musiques à danser à la cour et à l’opéra, 1995 – Erato
- Jean-Philippe Rameau, Ouvertures, 1997 – Decca
- François Couperin, Les goûts réunis, 2001 – Decca
- Jean-Philippe Rameau, Six concerts en sextuor, 2003 – Decca